# BVG-Baureihe E
| U-Bahn Berlin Großprofilbaureihen EI–EIII | U-Bahn Berlin Großprofilbaureihen EI–EIII                                                                                | U-Bahn Berlin Großprofilbaureihen EI–EIII                                                                                |
| ----------------------------------------- | --- | --- |
| EIII-Wagen 1914 am U-Bahnhof Biesdorf-Süd | | |
|                                           | EI | EIII |
| Nummerierung:                             | 1400/1402 | 101 002/151 003– 105 180/155 181                                                                                         |
| Anzahl:                                   | 2 Wagen | 86 Einheiten |
| Hersteller:                               | LOWA, LEW | Raw Schöneweide |
| Baujahr(e):                               | 1956 | 1962–1990 |
| Ausmusterung:                             | 1960 | 1994 |
| Achsformel:                               | Bo'Bo' | Bo'Bo'+2'2' |
| Spurweite:                                | 1.435 mm | 1.435 mm |
| Länge über Kupplung:                      | 18.400 mm | 35.300 mm |
| Länge über Wagenkasten:                   | 18.000 mm | |
| Höhe:                                     | 3.427 mm | 3.425 mm |
| Breite:                                   | 2.624 mm | 2.576 mm |
| Drehzapfenabstand:                        | 12.000 mm | 11.800 mm |
| Achsabstand der Fahrgestelle:             | 2.200 mm | 2.500 mm |
| Leermasse:                                | 39,6 t | 60,0 t |
| Höchstgeschwindigkeit:                    | 75 km/h | 75 km/h |
| Stundenleistung:                          | 400 kW | 360 kW |
| Beschleunigung:                           | 1,2 m/s² | 0,5 m/s² |
| Bremsverzögerung:                         | 1,2 m/s² | 0,8 m/s² |
| Stromsystem:                              | 750 V Gleichstrom | 750 V Gleichstrom |
| Stromübertragung:                         | seitliche, von unten bestrichene Stromschiene                                                                            | seitliche, von unten bestrichene Stromschiene                                                                            |
| Anzahl der Fahrmotoren:                   | 4 | 4 |
| Bremsen:                                  | | einlösige Druckluftbremse                                                                                                |
| Zugsicherung:                             | keine | Sifa (ab EIII/4) |
| Kupplungstyp:                             | Schaku | Schaku, Kurzkupplung |
| Raddurchmesser:                           | 900 mm | |
| Sitzplätze:                               | 44+1 | 83 |
| Stehplätze:                               | 120 | 250 |
| Anmerkungen:                              | Die Daten beziehen sich beim EI auf je einen Einzelwagen, beim EIII auf eine Einheit, bestehend aus Trieb- und Beiwagen. | Die Daten beziehen sich beim EI auf je einen Einzelwagen, beim EIII auf eine Einheit, bestehend aus Trieb- und Beiwagen. |

Die Großprofil-Baureihe E ist eine ehemalige Fahrzeuggattung bei den Berliner Verkehrsbetrieben, die ausschließlich auf der Ost-Berliner Linie E, der heutigen U5 zum Einsatz kam. Mit Ausnahme des Prototyps EI wurden bei sämtlichen Fahrzeugen Bauteile ausgemusterter Wagen der Berliner S-Bahn übernommen, vorrangig die Drehgestelle sowie Teile der elektrischen Ausrüstung. Akustisch fällt die Verwandtschaft der Fahrzeuge am Geräusch der Fahrmotoren auf, optisch vor allem an der Stirnfront, die der der Baureihe 476 stark ähnelt. Diese wurde allerdings nicht, wie oft vermutet, von der S-Bahn übernommen, sondern diente seinerzeit als Vorlage bei der Modernisierung der S-Bahnen. Die EIII-Wagen wurden am 1. April 1963 der Öffentlichkeit vorgestellt und waren ab Mai desselben Jahres regulär im Einsatz. Zwei Einheiten sind als historischer Zug erhalten geblieben. Die Ausmusterung der Wagen wurde 1994 abgeschlossen, wobei am 16. Juli 1994 Abschiedsfahrten mit zwei Zügen dieser Bauart zwischen Alexanderplatz und Hönow stattfanden.

## Vorgeschichte
Infolge des Potsdamer Abkommens 1945 mussten die Berliner Verkehrsbetriebe insgesamt 120 Fahrzeuge der Baureihe C an die Moskauer U-Bahn abgeben. Die Gründe hierfür lagen unter anderem darin, dass die Fahrzeuge beider Systeme sich nur geringfügig unterscheiden, die Berliner C-Wagen stellten sogar die Vorlage für die ersten Moskauer U-Bahnwagen der Baureihe A dar.
Von dem daraus resultierenden Mangel an Fahrzeugen war vor allem die Linie E auf der Strecke zwischen Alexanderplatz und Friedrichsfelde betroffen, da diese als damals jüngste Linie Berlins ihr Fahrmaterial ausschließlich mit C-Wagen abdeckte. Um den Betrieb weiterhin zu gewährleisten, mussten deshalb Kleinprofilfahrzeuge der Linie A, der heutigen U2, von der Betriebswerkstatt Grunewald zur Betriebswerkstatt Friedrichsfelde überführt werden. Für den Profilausgleich erhielten die Wagen seitlich angebrachte „Blumenbretter“. Um einen typenreinen Betrieb durchführen zu können, wurden die Kleinprofilfahrzeuge des Typs AIK ausschließlich auf der Linie E eingesetzt, unter anderem da dort auch eine eigene Werkstatt vorhanden war.

## Prototyp EI
Da ein Betrieb mit den Kleinprofilwagen auf Dauer nicht sinnvoll war, bemühte sich die BVG-Ost ab 1952 mit eigenen Konstruktionsplänen um eine neue Großprofilbaureihe. Die Fahrzeuge sollten weiterhin in der ursprünglichen Konfiguration Triebwagen-Beiwagen verkehren, wie es bereits bei älteren Baureihen der Fall war. 1954 bekam der Betrieb die Erlaubnis, einen C-Wagen der BVG-West genau zu vermessen und Einzelheiten zu fotografieren. Aus diesen Erkenntnissen heraus entwickelte LOWA in Ammendorf in Zusammenarbeit mit LEW in Hennigsdorf von 1955 bis 1957 zwei Triebwagen. Diese neue Baureihe wurde bis Oktober 1956 noch unter der schlichten Bezeichnung 18-Meter-Wagen behandelt, erst daraufhin erhielt sie den Buchstaben E als Kennzeichnung, nach Absprache mit der BVG-West, die ihren zeitgleich entwickelten Fahrzeugtyp mit D bezeichnete.
Die Rohbauarbeiten an den beiden Wagenkästen wurden im Frühjahr 1956 soweit abgeschlossen, dass LOWA im Auftrag von LEW mit den Arbeiten an den elektrischen Einrichtungen beginnen konnte. Da in Ammendorf kein elektrisches Prüfgleis vorhanden war, wurden die Fahrzeuge im Dezember 1956 nach Hennigsdorf überführt, wo der Einbau der elektrischen Komponenten abgeschlossen wurde. Anschließend erfolgte die Rücküberführung nach Ammendorf, wo die letzten Arbeiten an den Wagen durchgeführt wurden. Am 4. August 1957 wurden die Fahrzeuge schließlich auf den Schienenweg zum Wriezener Güterbahnhof in Berlin überführt, von wo aus sie per Tieflader zur Betriebswerkstatt Friedrichsfelde transportiert wurden. Dort erfolgte die Montage der Wagenkästen auf die Drehgestelle.
Der Wagenkasten war in Stahlskelettbauweise erstellt worden. Äußerlich fielen die Wagen durch ihr tonnenförmiges Dach sowie die dreiteilige Stirnfront auf. Neu war auch die mittige grüne Signallampe, welche ausschließlich bei Betriebsfahrten verwendet wurde, als auch die Lautsprecheranlage im Fahrgastraum. Die beiden Triebwagen waren etwa 18 Meter lang und verfügten über je vier doppelseitige Taschenschiebetüren pro Wagenseite. Die lichte Weite betrug 1.200 Millimeter je Doppeltür. Für den Fahrleiter gab es ferner eine Tür zum Führerstand. Eine weitere führte vom Führerstand in den Fahrgastraum. An den Enden ohne Führerstand bestand weiterhin eine Schlupftür, welche im Havariefall einen Übergang zum benachbarten Wagen ermöglichte. Zwischen den Türen befanden sich je zwei Seitenfenster. Anders als üblich verfügten diese über keine Lüftungsklappen. Stattdessen erfolgte die Zufuhr mit frischer Luft über eine Druckluftanlage, welche diese je nach Temperatur 17- bis 42-mal pro Stunde austauschte. Die beiden Wagen verfügten über 44 Längssitze sowie einen Klappsitz an der Schlupftür. Die Stehplatzanzahl wurde mit 120 Personen angegeben bei fünf Personen je Quadratmeter. Bei dem heute üblichen Wert von vier Personen je Quadratmeter macht das eine Kapazität von 96 Fahrgästen.
Da die Kritik der Fahrgäste bei einer möglichen Serienproduktion mit berücksichtigt werden sollte, wurden beide Fahrgasträume in unterschiedlichen Ausführungen gestaltet. Während beim Wagen 1400 ein brauner Linoleumfußboden und rote Polstersitze verwendet wurden, kamen beim Wagen 1402 jeweils grüne Töne zum Einsatz. Die Deckengestaltung mit elfenbeinfarbener Tapete, die Holzvertäfelungen als auch die Beleuchtung waren dagegen identisch.
Schwierigkeiten bereitete vor allem der technische Aufbau der Fahrzeuge, da alle elektrischen Komponenten jeweils einmal pro Wagen vorhanden sein mussten und somit weniger Platz zur Verfügung stand als bei Doppeltriebwagen, wie sie zu gleicher Zeit als Baureihe D bei der BVG-West zum Einsatz kamen. Eine weitere Einschränkung ergab sich durch den minimalen Kurvenradius von 60 Metern, wie er etwa im Waisentunnel vorkommt.
Angetrieben wurden die Wagen von vier Tatzlagermotoren, je zwei pro Drehgestell, mit einer Motorenleistung von 100 Kilowatt. Die Motoren waren gummigefedert am Drehgestellrahmen angebracht, um die Lärmentwicklung gering zu halten. Der Fahrschalter verfügte über vier Stufen, der Bremsschalter war mit drei Stufen ausgerüstet. Gebremst wurden die Wagen über eine Widerstandsbremse, die das Fahrzeug auf 10 km/h verlangsamte, anschließend setzte eine elektrische Druckluftbremse ein. Als Kupplungstyp kamen Scharfenbergkupplungen zum Einsatz. Diese befanden sich an beiden Wagenenden, da so bei einer Serienproduktion eine schnellere Zugbildung möglich gewesen wäre als über herkömmliche Kupplungen. Die Mehrfachsteuerung der Wagen sollte Zuglängen von bis zu sechs Wagen ermöglichen.
Bis zum 30. August 1957 war die Funktionserprobung der beiden Wagen abgeschlossen. Die ersten Testfahrten begannen ab dem 8. Oktober 1957, die beiden Triebwagen legten bis Februar 1958 jedoch lediglich eine Strecke von 200 Kilometern zurück. Die BVG testete die Fahrzeuge zunächst nur nachts, ein Einsatz am Tage sollte erst nach 15 störfreien Nachtfahrten erfolgen. Bis Mitte April verliefen nur drei Fahrten störungsfrei. Bemängelt wurden vor allem die Fahr- und Beleuchtungseinrichtung. Bis September konnten diese Mängel dennoch soweit behoben werden, dass die beiden Wagen durch die Staatliche Bahnaufsicht abgenommen wurden. Zum 6. Oktober 1958 erfolgte schließlich die Vorstellung des Zuges auf Gleis 4 des U-Bahnhofs Alexanderplatz. Eine etwas andere Form von Bekanntheit erlangte der Zug ein knappes halbes Jahr später, als am 4. Februar 1959 eine Szene des DEFA-Films Verwirrung der Liebe von Slatan Dudow mit den Wagen gedreht wurde.
Die Fahrzeuge waren bis zum 31. März 1960 im Fahrgastverkehr eingesetzt, wobei sie monatlich etwa 2.000 Kilometer zurücklegten. Die Gesamtlaufleistung des Zuges betrug bis zu diesem Zeitpunkt 42.068 Kilometer. Bereits zum 24. Dezember 1958 sandte die BVG ein Schreiben an die LOWA, in der die Hauptmängel des Zuges aufgeführt wurden. In den folgenden Monaten wurden diese während der Fahrgastfahrten bestätigt. Kritisiert wurden unter anderem die elektrische Fahrausrüstung, welche zu Überschlägungen und Verbrennungen führte, sowie die Widerstandsbremse. Letztere hing vor allem von der Stromschienenspannung ab, was mitunter eine sehr ruckartige Bremsung hervorrufen konnte. Durch den Umstand, dass diese bis auf 10 km/h abbremste, war der Fahrer weiterhin gezwungen, den Zug mittels einer gesonderten Druckluftbremse zum Stillstand zu bringen. Ferner beklagten die Fahrgäste das automatische Lüftungssystem, welches anstelle der üblichen Klappfenster installiert wurde. Vor allem in den Sommermonaten sorgte das System für eine schlechte Belüftung. Weitere Punkte waren die große Leermasse von fast 40 Tonnen, die ein Einzelwagen auf die Waage brachte und damit über der Masse der C-Wagen lag, sowie Probleme bezüglich des Anfahrverhaltens, da die 13 Anfahrstufen der Wagen bei besetzten Zustand die Höchstgeschwindigkeit von 75 km/h nicht erreichen konnten.
Da die bis Ende 1960 ausgearbeitete Mängelliste zu umfangreich war, entschied sich die BVG für die Konstruktion eines verbesserten Typs EII. Um die beiden Prototypen trotzdem sinnvoll im Fahrgastverkehr einsetzen zu können, sollte das Reichsbahnausbesserungswerk Berlin-Schöneweide (Raw Schöneweide) zunächst einige Mängel beheben und zwei passende Beiwagen mit den vorgesehenen Wagennummern 1401 und 1403 konstruieren. Auf Grund von Kapazitätsengpässen wurde dieses Vorhaben nie umgesetzt. Im Laufe des Jahres 1961 wurden die beiden Prototypen zunächst in der Betriebswerkstatt Friedrichsfelde abgestellt und anderweitig genutzt; 1400 diente als Lagerwagen, während 1402 als Aufenthaltsraum für Lehrlinge diente. Im Zuge der Zerlegung von AI- und AII-Wagen wurden beide Wagen Ende 1988 auf dem Gelände der Betriebswerkstatt verschrottet.

## Planungen für den Typ EII
Noch während der Konstruktionsphase der beiden EI-Prototypen beschäftigte sich die BVG mit einer überarbeiteten Variante dieser Fahrzeuge. Die bis 1961 gemachten Erfahrungen bestätigten diese Notwendigkeit. Der neue als EII bezeichnete Fahrzeugtyp sollte sich in der Grundstruktur am EI orientieren, jedoch in Leichtbauweise konstruiert sowie auf technisch aktuellem Stand sein. Dies betraf etwa die Umstellung der Steuerspannung von bisher 48 auf 110 Volt.
Am 18. Februar 1959 beauftragte die BVG den VEB Waggonbau Ammendorf mit der Konstruktion eines neuen Wagentyps. Die elektrischen Einrichtungen sollten von LEW Hennigsdorf kommen, für die Kupplungen waren der VEB Waggonbau Bautzen sowie FAGA Berlin zuständig. Da sich abzeichnete, dass die Endkonstruktion auf Grund fehlender Kapazitäten nicht in Ammendorf erfolgen könnte, wurden als mögliche Alternativstandorte der VEB Waggonbau Gotha oder aber der VEB Waggonbau Bautzen gesehen. Ferner sollten die Drehgestelle vom VEB Waggonbau Görlitz konstruiert werden. Eine erste Lieferung von drei Wagen sollte im Jahr 1964 erfolgen; die erste Serie von 36 Wagen sollte ab 1965 ausgeliefert werden.
Der Fahrzeugtyp lehnte sich optisch am Vorgänger an, es flossen allerdings auch Erfahrungen ein, welche die BVG-Ost bei der Besichtigung eines Zuges vom Typ D der West-Berliner U-Bahn gemacht hatte. Auffälligste Änderung war die Neigung der Stirnwände um etwa sechs Grad. Die Zielkästen sollten zur besseren Erkennbarkeit weiterhin gerade angeordnet sein. Anstelle der zwei Seitenfenster zwischen den Türen beim EI waren beim EII jeweils nur einteilige Fenster vorgesehen. Anstelle der automatischen Lüftung sollten Lüftungsklappen am oberen Fensterrand sowie Kuckuckslüfter auf dem Fahrzeugdach eingebaut werden. Die Fahrgastraumaufteilung blieb dagegen fast identisch und wurde lediglich zu Gunsten einer vergrößerten Fahrerkabine verändert. Weitere Veränderungen zum EI betrafen die luftgefederten Drehgestelle, die Verringerung der Fahrzeugmasse sowie die Heraufsetzung der Höchstgeschwindigkeit auf 80 km/h.
Die Fahrzeugabmessungen orientierten sich am Großprofil und sahen eine Breite von 2620 Millimetern bei einer Höhe von 3427 Millimetern vor. Eine entsprechende Skizze vergleicht diese mit den Moskauer Fahrzeugabmessungen, die sich nur geringfügig von den Berliner unterscheiden. Der Vergleich geschah nicht zuletzt im Hinblick auf einen möglichen Export der Wagen in die Sowjetunion.
Mit dem Mauerbau am 13. August 1961 ergab sich eine vollkommen veränderte Verkehrssituation in Berlin. Viele Ost-Berliner, die zuvor noch im Westen ihre Einkäufe tätigten, wichen nun auf die Schönhauser Allee als Einkaufsmeile aus. Darüber hinaus verlängerten sich die Fahrzeiten für Pendler aus Richtung Oranienburg oder Hennigsdorf, da diese nicht mehr direkt in die Innenstadt gelangten. Um den Zeitverlust auszugleichen, stieg ein Großteil von ihnen am S- und U-Bahnhof Schönhauser Allee auf die Linie A um. Auf dieser fehlten jedoch zusätzliche Wagen – jene, die als Ersatz auf der Linie E verkehrten. Daher ordnete das Ministerium für Verkehrswesen den Umbau von ausgemusterten S-Bahn-Wagen zu U-Bahn-Wagen an, da diese auf Grund der gesunkenen Verkehrszahlen in West-Berlin infolge des S-Bahn-Boykotts nun zur Verfügung standen. Ein Umbau schien durch die bereits getätigten Erfahrungen mit den S-Bahn-Fahrzeugen schneller umzusetzen als die Entwicklung eines vollkommen neuen Fahrzeugtyps. Entsprechend wurden die Planungen für den EII verworfen und nie umgesetzt.

## Umgebaute S-Bahnen – Die Serienfahrzeuge vom Typ EIII
Das Verkehrsministerium der DDR legte im Frühjahr 1962 den Umbau von S-Bahn-Wagen der Baureihe ET 168 zu U-Bahn-Wagen fest. Damit wurde ein Umbauprogramm begonnen, welches sich über die nächsten 28 Jahre bis zum Ende der DDR hinzog. Die insgesamt 86 Einheiten bestehend aus Trieb- und Beiwagen wurden in insgesamt fünf Lieferserien ausgeliefert, welche sich geringfügig voneinander unterschieden. Vier verschiedene Baureihen der Berliner S-Bahn wurden dazu als so genannte „Spenderwagen“ herangezogen. Obwohl für die Konstruktion Teile alter S-Bahnen verwendet wurden, kann de facto von einem Neubau gesprochen werden.

### Aufbau der Wagen
Das Grundkonzept der Zugbildung orientierte sich an jenem der S-Bahn. Es sah die Bildung von Vier- beziehungsweise Sechs-Wagen-Zügen vor, wobei je ein Trieb- und ein Beiwagen eine feste, kurzgekuppelte Einheit bildeten. An den Enden der Einheiten befanden sich Scharfenbergkupplungen, die eine schnelle Zugbildung ermöglichten. Die Druckluft- und elektrischen Steuerleitungen wurden ebenfalls automatisch verbunden, die Starkstromleitungen mussten dagegen von Hand gekuppelt werden. Die Kupplungshöhe entsprach der gleichen wie bei der S-Bahn.
Verwendet wurden Teile des Untergestells, die elektrische Ausrüstung sowie die Drehgestelle. Bei letzteren erfolgte eine Anpassung der Stromabnehmeranlage an das Großprofil der U-Bahn sowie Veränderungen an den Achslagern. Bei den Spenderwagen wurden zunächst die Aufbauten abgerissen und die Kopf- und Hauptträger des Untergestells entfernt. Das verbliebene Teilstück des Untergestells wurde daraufhin in der Breite gekürzt. Anschließend erfolgte der Anbau der neuen Kopf- und Hauptquerträger sowie der Aufbau des Wagenkastens. Bei den Umbauten ab 1965 wurde der Wagenkasten dagegen komplett neu aufgebaut, da sich diese Form des Umbaus nicht mehr lohnte. Dieser setzte sich aus Seiten- und Stirnwänden sowie dem Dach zusammen; alle drei Sektionen wurden getrennt vorgefertigt und beim Einbau zusammengeschweißt. Die Wandstärke betrug zwei Millimeter. Kabelkanäle wurden im Untergestell zwischen den Längsträgern angeordnet. Apparate der elektrischen und pneumatischen Ausrüstung wurden in Hilfsgerätekästen unterhalb des Untergestells angeordnet.
Jeder Wagen verfügte über vier Doppelschiebetüren je Wagenseite mit einer lichten Weite von 950 Millimetern. Die Triebwagen verfügten weiterhin über je eine seitliche handbediente Tür für den Zugbegleiter. Ebenso bestand wie beim EI eine Tür vom Führerstand in den Fahrgastraum, welcher den Zugführern im Falle einer Havarie die Flucht ermöglichen sollte. An den Kurzkuppelenden bestand über eine Schlupftür ein Übergang zum benachbarten Wagen. Zwischen den Doppeltüren war je ein großes Fenster angeordnet, welches über eine Lüftungsklappe im oberen Bereich verfügte. Die Größe der Fenster entsprach denen der vierachsigen Straßenbahnwagen vom Typ TED 61 des Waggonbaus Gotha, wie sie in Berlin ebenfalls zum Einsatz kamen.
Der Wagenkasten maß 17,44 × 2,57 Meter. Die Front der Fahrzeuge war senkrecht und war anders als bei den EII-Planungen nicht geneigt. Sie verfügte über zwei annähernd quadratische Frontscheiben, die einen großräumigen Blick über die Strecke ermöglichten. Diese Form fand später auch Anwendung bei den modernisierten S-Bahn-Baureihen 2761 und 277 sowie der Baureihe 2792 der Oberweißbacher Bergbahn. Darüber war mittig der Zielschildkasten angebracht. Die Triebwagen besaßen weiterhin zwei Frontleuchten, zwei darüber liegende Schlussleuchten sowie eine mittige grüne Leuchte, welche bei Betriebs- und Sonderfahrten zum Einsatz kam.

### Lieferserien

#### 1. Lieferserie
| Nummer (bis 1970) | Nummer (ab 1970) | Nummer (ab 1992) | Spenderwagen          |
| ----------------- | ---------------- | ---------------- | --------------------- |
| 1410/1411         | 101 002/151 003  | 1802/1803        | ET 168 009/EB 168 009 |
| 1412/1413         | 101 004/151 005  | 1804/1805        | ET 168 022/EB 168 022 |
| 1414/1415         | 101 006/151 007  | 1806/1807        | ET 168 037/EB 168 037 |
| 1416/1417         | 101 008/151 009  | 1808/1809        | ET 168 036/EB 168 036 |
| 1418/1419         | 101 010/151 011  | 1810/1811        | ET 168 031/EB 168 031 |
| 1420/1421         | 101 012/151 013  | 1812/1813        | ET 168 042/EB 168 029 |
| 1422/1423         | 101 014/151 015  | 1814/1815        | ET 168 046/EB 168 042 |
| 1424/1425         | 101 016/151 017  | 1816/1817        | ET 168 028/EB 168 028 |
| 1426/1427         | 101 018/151 019  | 1818/1819        | ET 168 018/EB 168 018 |
| 1428/1429         | 101 020/151 021  | 1820/1821        | ET 168 019/EB 168 019 |
| 1430/1431         | 101 022/151 023  | 1822/1823        | ET 168 040/EB 168 040 |
| 1432/1433         | 101 024/151 025  | 1824/1825        | ET 168 047/EB 168 047 |
| 1434/1435         | 101 026/151 027  | 1826/1827        | ET 168 044/EB 168 044 |
| 1436/1437         | 101 028/151 029  | 1828/1829        | ET 168 024/EB 168 024 |
| 1438/1439         | 101 030/151 031  | 1830/1831        | ET 168 020/EB 168 020 |
| 1440/1441         | 101 032/151 033  | 1832/1833        | ET 168 007/EB 168 012 |
| 1442/1443         | 101 034/151 035  | 1834/1835        | ET 168 001/EB 168 001 |
| 1444/1445         | 101 036/151 037  | 1836/1837        | ET 168 017/EB 168 017 |
| 1446/1447         | 101 038/151 039  | 1838/1839        | ET 168 021/EB 168 021 |
| 1448/1449         | 101 040/151 041  | 1840/1841        | ET 165 419/EB 165 419 |
| 1450/1451         | 101 042/151 043  | 1842/1843        | ET 165 038/EB 165 038 |
| 1452/1453         | 101 044/151 045  | 1844/1845        | ET 165 037/EB 165 037 |

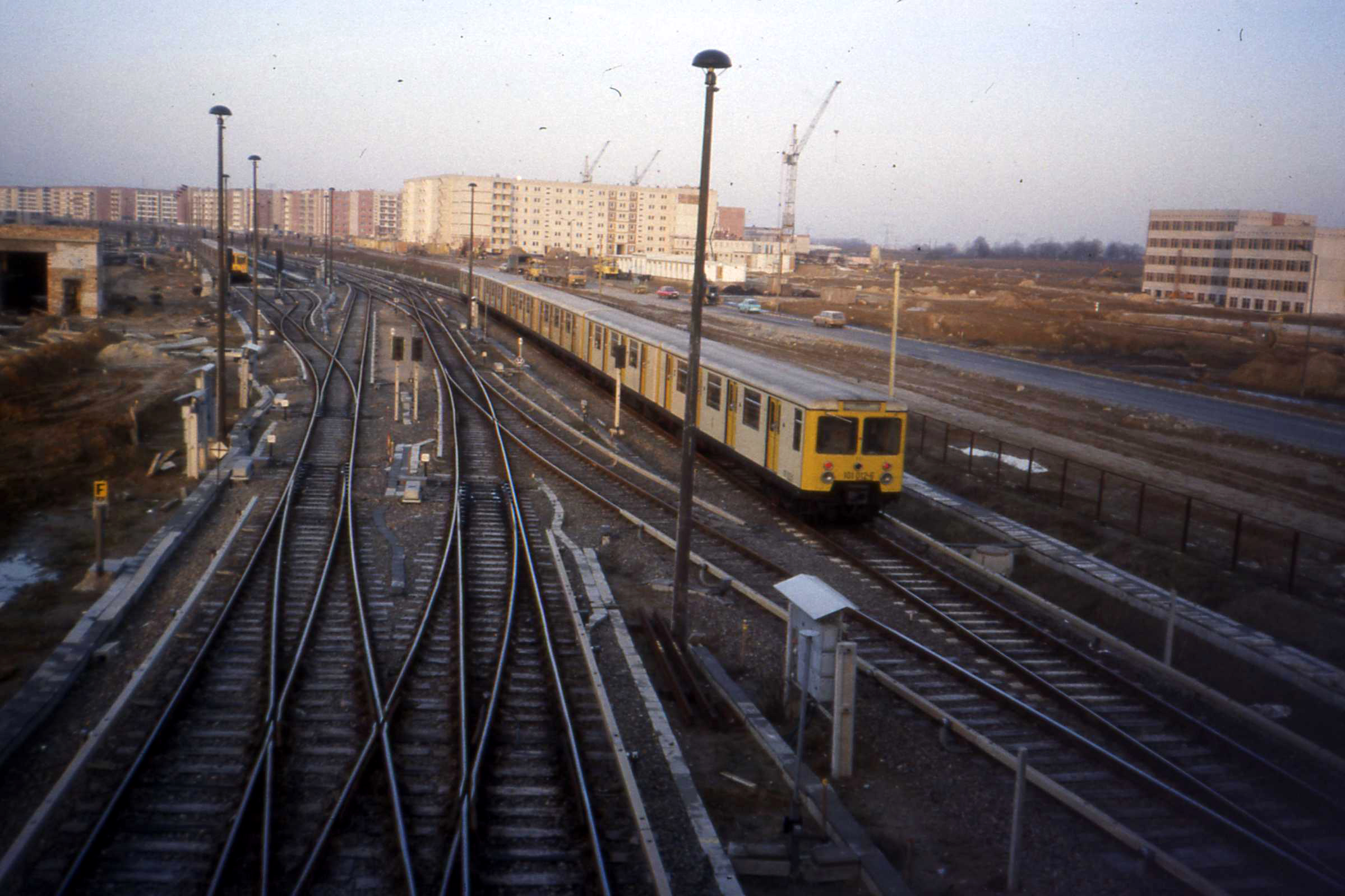
EIII-Wagen der 1. Lieferung im Januar 1990 kurz vor Hönow

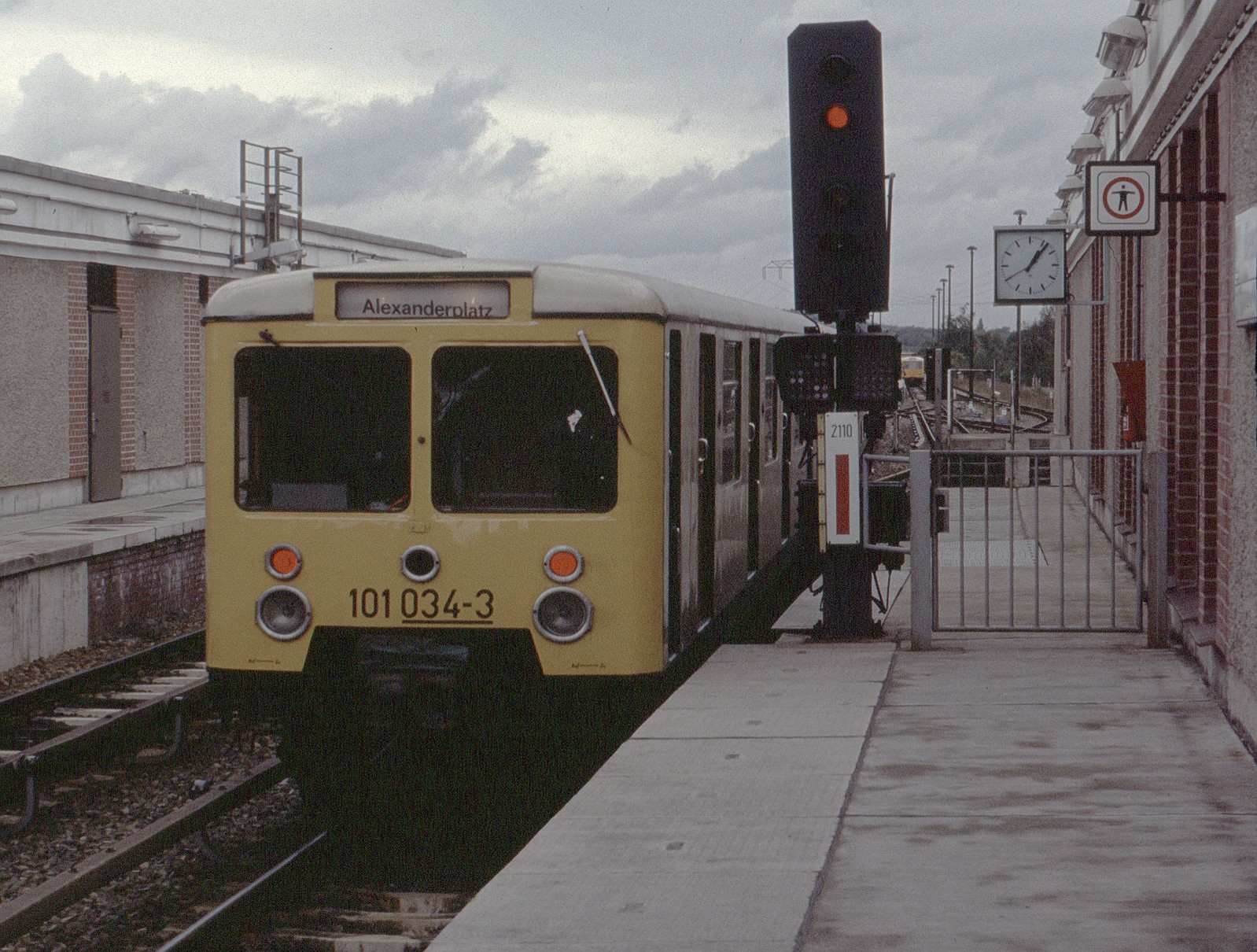
101 034 in Biesdorf-Süd, 1990

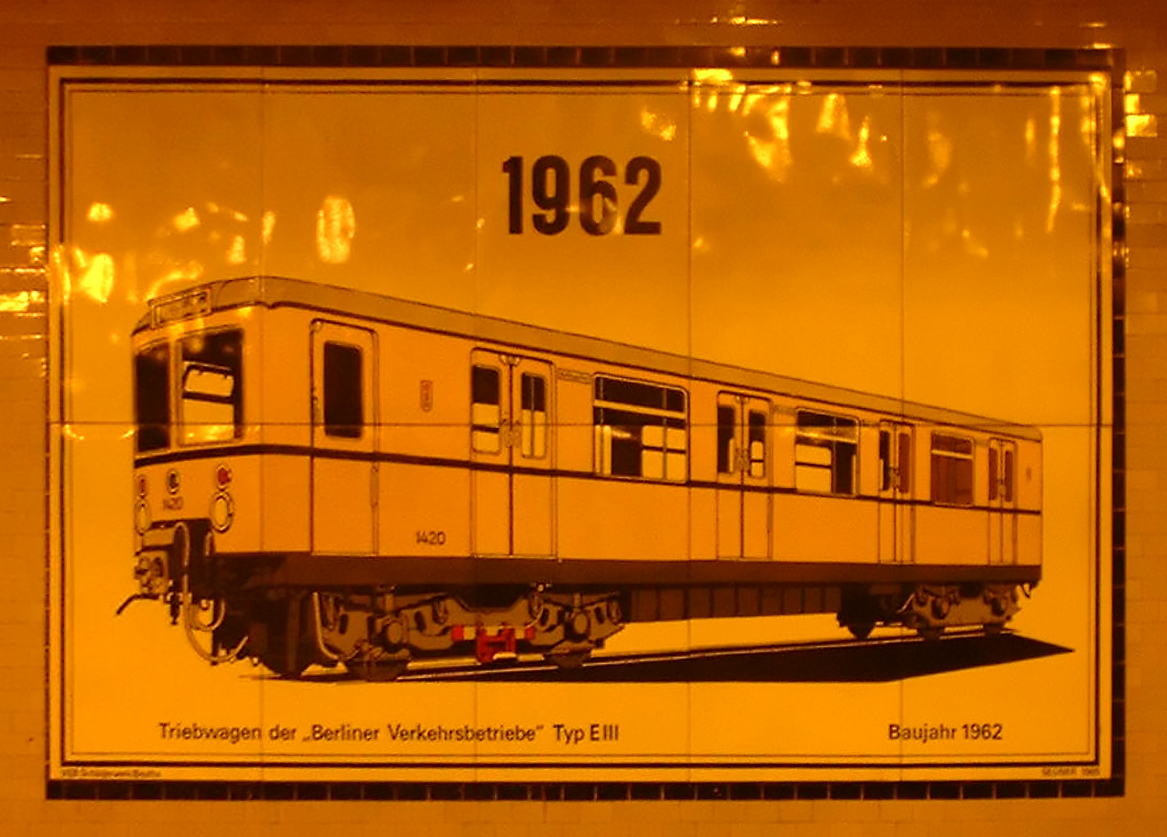
Wagen 1420 wurde anlässlich der 750-Jahr-Feier Berlins im U-Bahnhof Klosterstraße in der alten Lackierung verewigt

Durch die zurückgehenden Verkehrsleistungen der S-Bahn in West-Berlin war die Deutsche Reichsbahn in der Lage, ältere Züge aus dem Betrieb zu nehmen. Vorrangig betraf dies die Baureihen ET 168 und ET 169. Die BVG war zwar einerseits erfreut, dass schnell ein Ersatz für die AIK-Wagen bestand, jedoch zeichnete sich mit dem Beschluss auch ab, dass der Betrieb auf Dauer mit Altbaufahrzeugen durchgeführt werden musste. Weiterhin bemängelte sie die nur geringe Tauglichkeit der Spenderwagen für den U-Bahn-Betrieb, da Fahrzeuge zu schwer und die Fahrsteuerung nicht für einen Betrieb mit kurzen Halteabständen geeignet waren. Hinzu kam das hohe Alter der Bauteile, welches zu diesem Zeitpunkt gut 35 Jahre betrug.
Als erster S-Bahn-Wagen wurde der Viertelzug ET/EB 168 009 zum EIII umgebaut. Nach einer Entwicklungsphase von einem guten halben Jahr wurden im Dezember die ersten drei Züge bestehend aus den Einheiten 1410/1411, 1412/1413 und 1414/1415 fertiggestellt. Nach Abnahme durch die BVG am 4. Januar 1963 erfolgte drei Tage später die Überführung der Einheit 1410/1411 zur Betriebswerkstatt Friedrichsfelde.
Zunächst wurden die Wagen in Nachtfahrten erprobt. Nachdem auf der gesamten Strecke die Profilfreiheit festgestellt wurde, konzentrierten sich die Betreiber auf das Fahr- und Bremsverhalten. Vor allem die konischen Radreifen der S-Bahn bereiteten Probleme, da bei der U-Bahn zylindrische Radreifen eingesetzt wurden. Sie wurden später entsprechend ausgetauscht. Weitere Probleme bereiteten die Bremsen. Da die BVG metallischen Abrieb der Klötze vermeiden wollte, kamen getränkte Holzklotzbremsen zum Einsatz. Diese verursachten einen durchgehenden Schmierfilm auf den Schienenköpfen, wodurch sich die Bremswirkung verringerte. Ein Austausch gegen Kunststoffbremsklötze, wie sie teilweise bei der S-Bahn eingesetzt wurden, kam zunächst nicht in Frage, da diese wegen der unterschiedlichen Breite und Neigung der U-Bahn-Radreifen hätten gesondert angefertigt werden müssen und eine Erprobung bei der S-Bahn noch nicht abgeschlossen war. Nach mehreren Versuchen mit unterschiedlichen Kunststoffbelägen wurde später ein eigens für die U-Bahn angefertigter Kunststoffbremsbelag angefertigt und eingesetzt.
Weitere Probleme mit der elektrischen Ausrüstung wurden dem Raw Schöneweide mitgeteilt, von diesem allerdings mit der Begründung abgewiesen, dass die Mitarbeiter des Raw infolge der vereinbarten Preiskalkulation „bestimmte Teile, ohne diese aufzuarbeiten, in umgebaute Fahrzeuge beigaben oder beigeben“.
Am 1. April 1963 erfolgte die offizielle Vorstellung des Vier-Wagen-Zugs 1410/1411+1412/1413 am U-Bahnhof Alexanderplatz. Ein Einsatz im Fahrgastverkehr fand vermutlich ab Mai 1963 statt. Bis zum 8. Januar 1965 wurden insgesamt 19 Einheiten als Umbauwagen der Baureihe ET 168 an die U-Bahn übergeben. Bis zum 29. Dezember wurden weitere drei Einheiten übergeben, die aus Viertelzügen der Baureihe ET 165 hergestellt wurden. Bei den Spenderwagen handelte es sich um einen Unfallwagen sowie den beiden Baumusterzügen von 1927. Diese drei Viertelzüge wurden erstmals nach dem bis 1990 umgesetzten Schema umgebaut. Obwohl sie sich technisch von 19 vorhergehenden Einheiten unterschieden, wurden sie ebenfalls als Typ EIII 1. Lieferung geführt. Die insgesamt 22 Einheiten wurden von 1410/1411 bis 1452/1453 durchgehend nummeriert. Ab 1970 erhielten sie die Betriebsnummern 101 002/151 003 bis 101 046/151 047.

#### 2. Lieferserie
| Nummer (bis 1970) | Nummer (ab 1970) | Nummer (ab 1992) | Spenderwagen |
| ----------------- | ---------------- | ---------------- | ------------ |
| 1454/1455         | 102 050/152 051  | 1850/1851        | ET 169 013a  |
| 1456/1457         | 102 052/152 053  | 1852/1853        | ET 169 013b  |
| 1458/1459         | 102 054/152 055  | 1854/1855        | ET 169 010a  |
| 1460/1461         | 102 056/152 057  | 1856/1857        | ET 169 010b  |
| 1462/1463         | 102 058/152 059  | 1858/1859        | ET 169 008a" |
| 1464/1465         | 102 060/152 061  | 1860/1861        | ET 169 008b  |
| 1466/1467         | 102 062/152 063  | 1862/1863        | ET 169 002a  |
| 1468/1469         | 102 064/152 065  | 1864/1865        | ET 169 002b  |
| 1470/1471         | 102 066/152 067  | 1866/1867        | ET 169 006a  |
| 1472/1473         | 102 068/152 069  | 1868/1869        | ET 169 006b  |
| 1474/1475         | 102 070/152 071  | 1870/1871        | ET 169 016a  |
| 1476/1477         | 102 072/152 073  | 1872/1873        | ET 169 016b  |
| 1478/1479         | 102 074/152 075  | 1874/1875        | ET 169 015a  |
| 1480/1481         | 102 076/152 077  | 1876/1877        | ET 169 015b  |

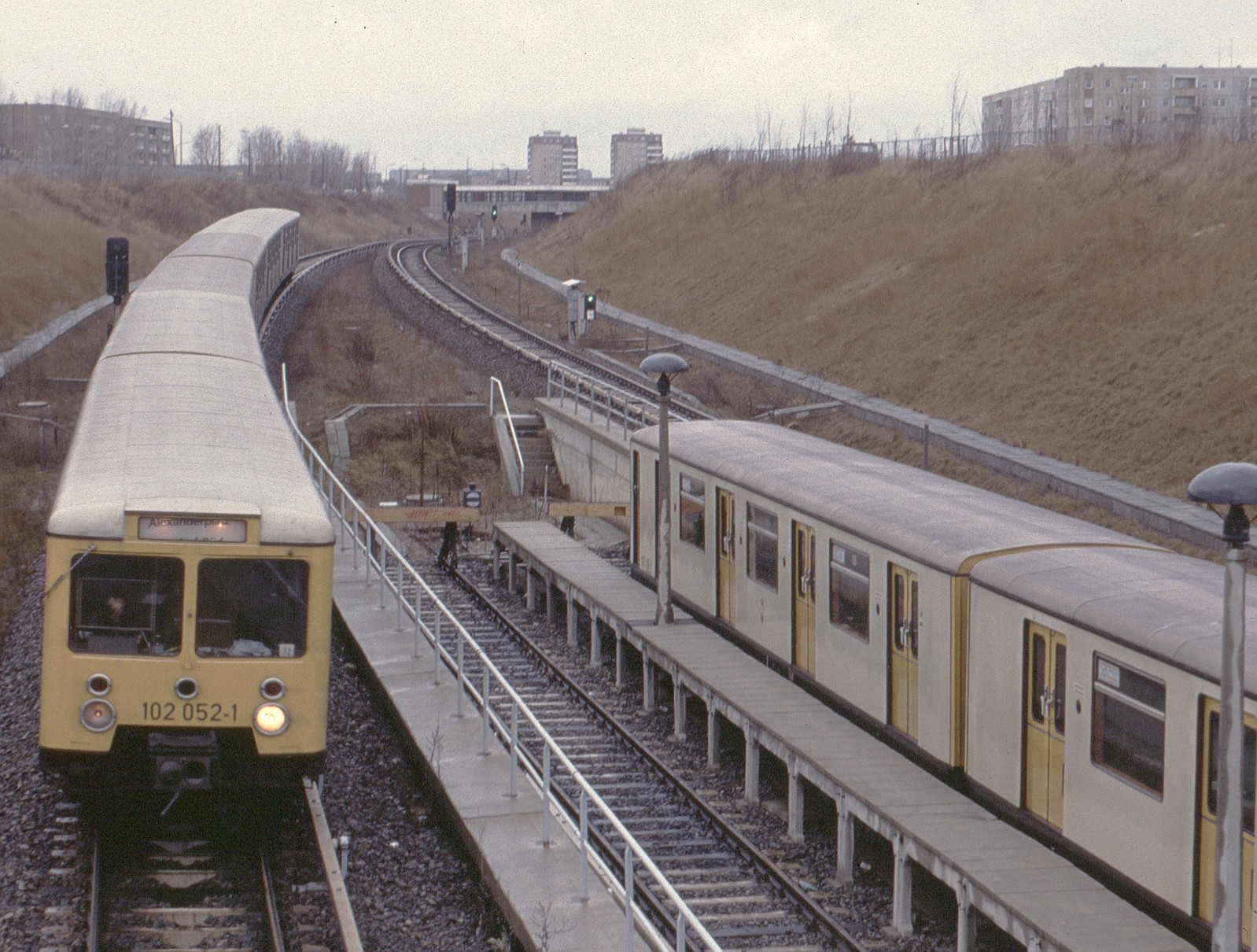
102 052 (links), 1991

Noch während die Auslieferung der 1. Lieferserie anlief, bot die Deutsche Reichsbahn der BVG den Kauf von Fahrzeugen der Baureihe ET 169 an. Durch den S-Bahn-Boykott konnte die Reichsbahn diese ältesten Fahrzeuge ausmustern. Im Gegensatz zu den später gebauten Baureihen setzten sich die ET 169 aus zwei längeren vierachsigen Triebwagen und drei dazwischen kurzgekuppelten zweiachsigen Beiwagen zusammen, welche zusammen die Länge eines Halbzuges hatten.
Zunächst war geplant, die Fahrzeuge in dieser Konfiguration zu übernehmen, allerdings eigneten sich die schweren Drehgestelle der Baureihe nicht für einen Betrieb bei der U-Bahn; vor allem in der Kurve zwischen den U-Bahnhöfen Schillingstraße und Alexanderplatz kam es zu übermäßigen Verschleißerscheinungen. Nachdem zunächst ein Umbau der Drehgestelle beim Waggonbau Bautzen sowie ein kompletter Neubau selbiger vorgeschlagen wurde, bot die Reichsbahn den Verkauf von 14 Triebwagen aus sieben Halbzügen sowie der dazu nötigen Anzahl Drehgestellen der Baureihe ET 165 an. Im Zeitraum vom 6. Oktober 1966 bis 20. Dezember 1968 wurden die entsprechenden Einheiten nach ihrem Umbau an die BVG geliefert. Die Triebwagen erhielten die entsprechenden Fahrmotoren sowie Teile der elektrischen Ausrüstung der ET 169 sowie die Drehgestelle der ET 165, die Beiwagen erhielten ebenso Drehgestelle der ET 165, wurden aber als Neubaufahrzeuge ausgewiesen. Darüber hinaus wurde die Bremsanlage der Beiwagen verbessert. Die Wagen erhielten die Nummern 1454/1455 bis 1480/1481, ab 1970 wurden sie entsprechend als 102 050/152 051 bis 102 076/152 077 geführt.
Durch die Auslieferung dieser 14 Einheiten konnten die restlichen AIK-Wagen bis 1968 von der Linie E abgezogen und nach Rückbau wieder auf der Linie A eingesetzt werden. Die letzten Reservewagen standen noch 1970 zur Verfügung.
Der ET 169 008a wurde am 12. März 1968 verschrottet. Aus diesem Grunde wurde der ET 169 003b in den ET 169 008a" umbenannt (Zweitbelegung) und für den Umbau zum U-Bahnwagen verwendet.

#### 3. Lieferserie
| Nummer (ab 1970) | Nummer (ab 1992) | Spenderwagen    |
| ---------------- | ---------------- | --------------- |
| 103 080/153 081  | 1880/1881        | 275 837/275 838 |
| 103 082/153 083  | 1882/1883        | 275 839/275 840 |
| 103 084/153 085  | 1884/1885        | 275 849/275 850 |
| 103 086/153 087  | 1886/1887        | 275 835/275 836 |

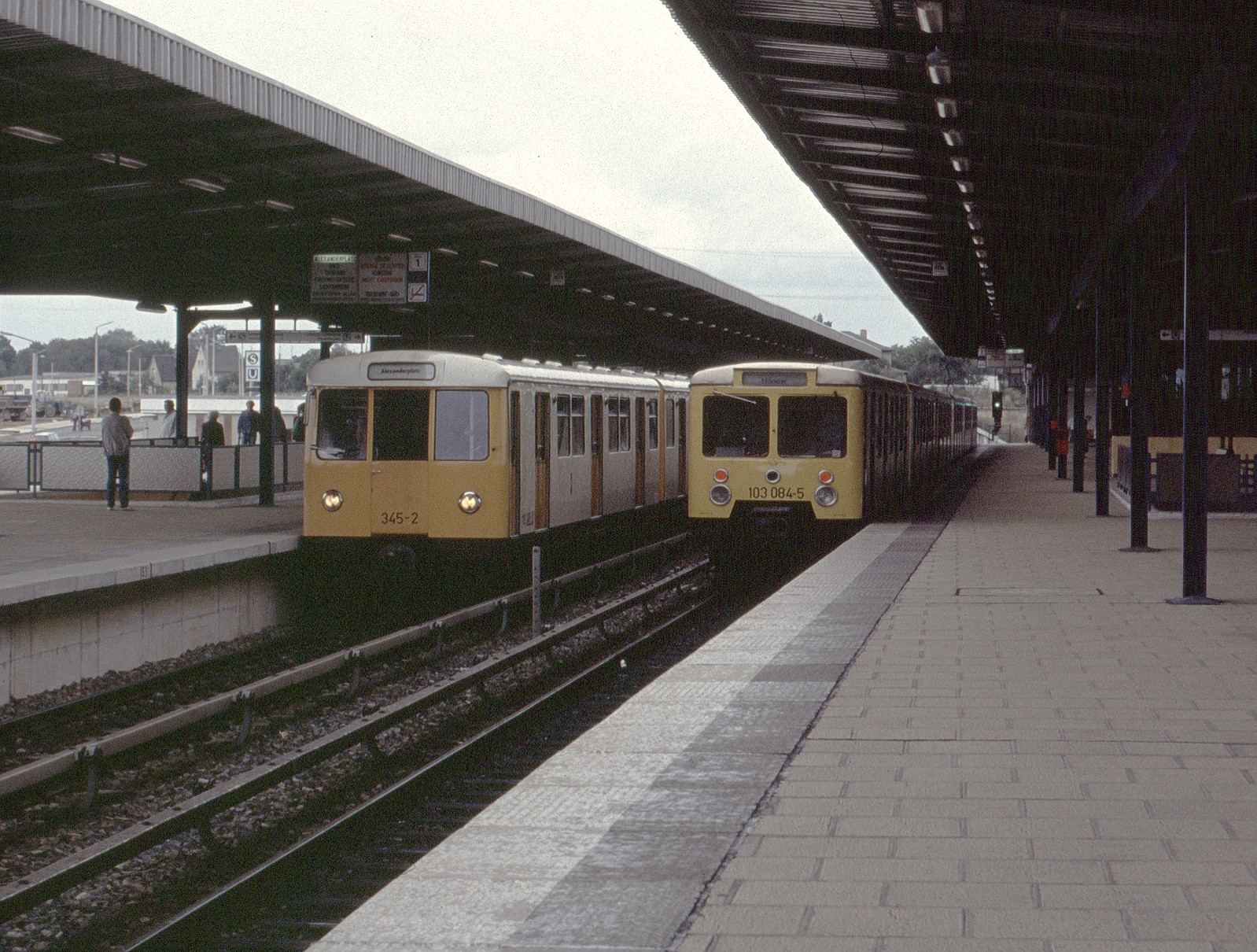
103 084 (rechts) neben Zug der Baureihe D in Wuhletal, 1990

Ab 1969 begann die Verlängerung der Linie E bis zum Tierpark. Um zur Eröffnung des Abschnitts genügend Fahrzeuge einsetzen zu können, unterschrieben der VEB Kombinat Berliner Verkehrsbetriebe (BVB) – wie die BVG-Ost seit 1970 hieß – und die Deutsche Reichsbahn einen Vertrag zum Umbau von vier Viertelzügen. Da die älteren ET 168 und ET 169 bereits vollständig umgebaut oder ausgemustert waren und die S-Bahn auf Grund steigender Verkehrsleistungen selbst kaum auf Fahrzeuge verzichten konnte, wurden vorzugsweise Unfallwagen der Baureihe 275 (ehemals ET 165) in das Programm einbezogen. Technisch unterschieden sich die Wagen der 3. Lieferung nicht von den bis 1968 ausgelieferten ersten zwei Lieferserien. Zwischen dem 9. September 1972 und 25. Januar 1973 wurden die vier Einheiten mit den Nummern 103 080/153 081 bis 103 086/153 087 an die BVB übergeben.

#### 4. Lieferserie
| Nummer (bis 1992) | Nummer (ab 1992) | Spenderwagen    |
| ----------------- | ---------------- | --------------- |
| 104 090/154 091   | 1890/1891        | 275 671/275 672 |
| 104 092/154 093   | 1892/1893        | 275 759/275 760 |
| 104 094/154 095   | 1894/1895        | 275 217/275 218 |
| 104 096/154 097   | 1896/1897        | 275 795/275 796 |
| 104 097/154 099   | 1898/1899        | 275 823/275 824 |

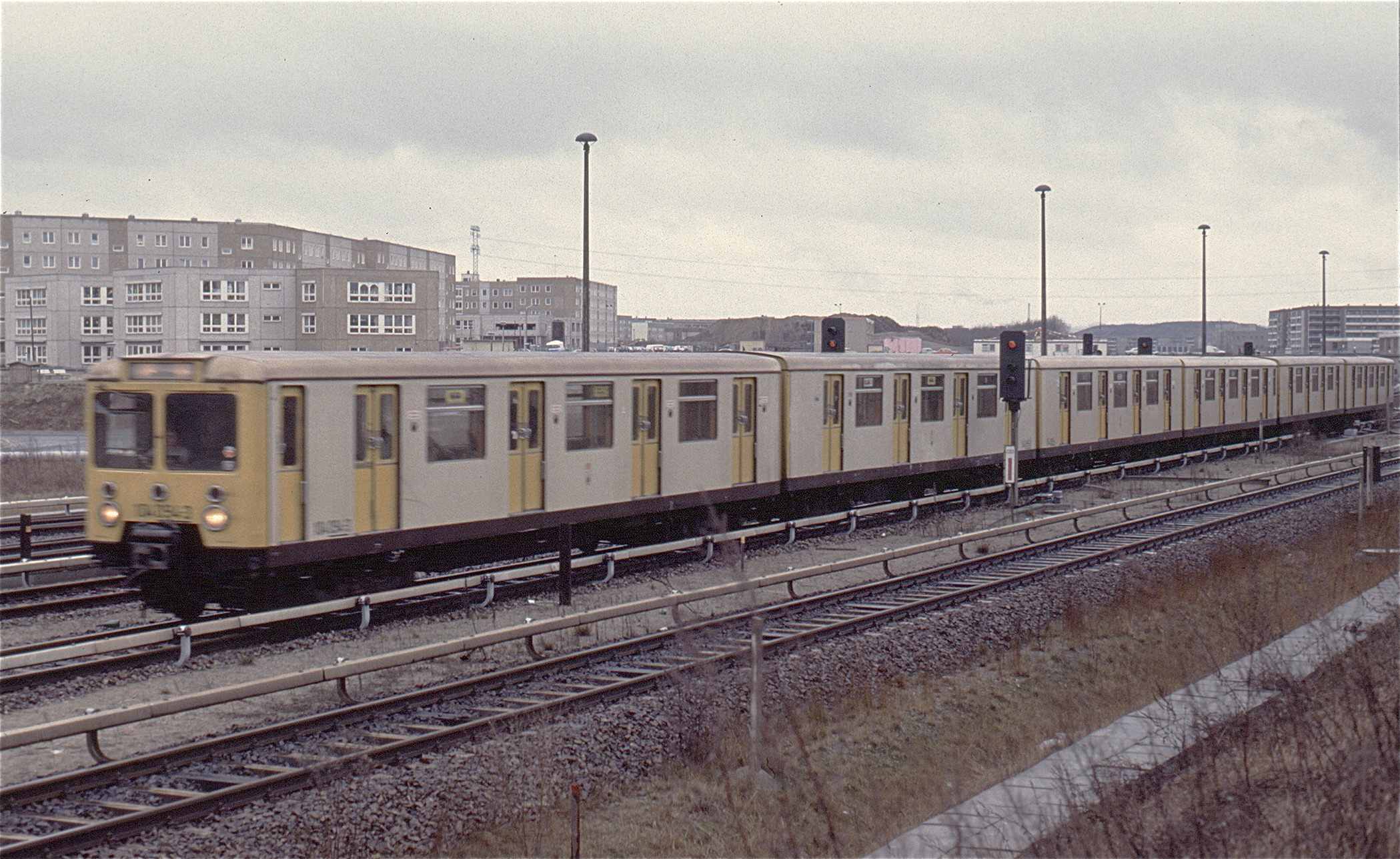
Zug der 4. Lieferserie, 1991

Durch die Verlängerung zum U-Bahnhof Tierpark kam es auf der Linie E zu einem starken Verkehrsanstieg, unter anderem da mit dem direkten Umstieg zur Straßenbahn eine weitere schnelle Verbindung von Oberschöneweide in die Innenstadt bestand. Um dem Bedarf gerecht zu werden, führte die BVB zum 1. Oktober 1973 den 4-Minuten-Takt während der Hauptverkehrszeit auf der Linie ein. Da dies einen Einsatz sämtlicher vorhandener Fahrzeuge bedeutete, kam es erneut zu einer Vereinbarung zwischen Reichsbahn und BVB über den Umbau von fünf Viertelzügen der Baureihe 275.
Zeitgleich mit der Beschaffung der U-Bahn-Wagen startete das Umbauprogramm der Baureihe 277. Dies hatte zur Folge, dass die elektrische Ausrüstung der modernisierten S-Bahn-Wagen übernommen werden konnte. Die wesentlichen Änderungen bestanden in der Erhöhung der Bordspannung von 48 auf 110 Volt, was eine Reduzierung der Vorwiderstände bedeutete, den Einbau einer Sicherheitsfahrschaltung (Sifa) für den Einmannbetrieb sowie einer vollselbsttätigen Scharfenbergkupplung. Letzteres hatte zur Folge, dass die Wagen der ersten drei Lieferserien zunächst nicht mit den EIII/4 gekuppelt werden konnten.
Im Fahrgastraum wurden die Gleichstromlampen durch Wechselstromleuchten ersetzt; je Triebwagen elf, je Beiwagen 13 Leuchtkörper à zwei Lampen mit 40 Watt Leistung. Zusätzlich wurde eine Notbeleuchtung installiert, welche beim Ausfall der Hauptbeleuchtung oder bei Schäden am Umformer einsetzte. Ferner installierte das Raw eine Lautsprecheranlage sowie eine optisch-akustische Warnanlage. Das Warnsignal ist das gleiche, welches noch heute bei der S-Bahn Verwendung findet.
Um den technischen Unterschied zwischen den ersten drei Lieferserien und der vierten Serie hervorzuheben, wurde letztere als EIII/4 geführt. Die Nummerierung lief von 104 090/154 091 bis 104 098/154 099. Ab 1975 erfolgte eine Anpassung der ersten drei Lieferserien an die EIII/4, einschließlich des Austauschs der ET 168-Drehgestelle. Bis 1982 war das Umbauprogramm abgeschlossen.

#### 5. Lieferserie
| Nummer (bis 1992) | Nummer (ab 1992) | Spenderwagen    |
| ----------------- | ---------------- | --------------- |
| 105 100/155 101   | 1900/1901        | 275 613/275 614 |
| 105 102/155 103   | 1902/1903        | 275 035/275 036 |
| 105 104/155 105   | 1904/1905        | 275 077/275 406 |
| 105 106/155 107   | 1906/1907        | 275 445/275 446 |
| 105 108/155 109   | 1908/1909        | 275 229/275 230 |
| 105 110/155 111   | 1910/1911        | 275 549/275 550 |
| 105 112/155 113   | 1912/1913        | 275 957/275 670 |
| 105 114/155 115   | 1914/1915        | 275 197/275 198 |
| 105 116/155 117   | 1916/1917        | 275 827/275 372 |
| 105 118/155 119   | 1918/1919        | 275 497/275 498 |
| 105 120/155 121   | 1920/1921        | 275 329/275 330 |
| 105 122/155 123   | 1922/1923        | 275 821/275 960 |
| 105 124/155 125   | 1924/1925        | 275 321/275 322 |
| 105 126/155 127   | 1926/1927        | 275 139/275 140 |
| 105 128/155 129   | 1928/1929        | 275 359/275 360 |
| 105 130/155 131   | 1930/1931        | 275 607/275 820 |
| 105 132/155 133   | 1932/1933        | 275 065/275 066 |
| 105 134/155 135   | 1934/1935        | 275 657/275 448 |
| 105 136/155 137   | 1936/1937        | 275 731/275 554 |
| 105 138/155 139   | 1938/1939        | 275 829/275 830 |
| 105 140/155 141   | 1940/1941        | 275 079/275 080 |
| 105 142/155 143   | 1942/1943        | 275 145/275 146 |
| 105 144/155 145   | 1944/1945        | 275 159/275 160 |
| 105 146/155 147   | 1946/1947        | 275 463/275 464 |
| 105 148/155 149   | 1948/1949        | 275 089/275 090 |
| 105 150/155 151   | 1950/1951        | 275 101/275 102 |
| 105 152/155 153   | 1952/1953        | 275 123/275 124 |
| 105 154/155 155   | 1954/1955        | 275 207/275 208 |
| 105 156/155 157   | 1956/1957        | 275 055/275 056 |
| 105 158/155 159   | 1958/1959        | 275 523/275 524 |
| 105 160/155 161   | 1960/1961        | 275 211/275 212 |
| 105 162/155 163   | 1962/1963        | 275 825/275 826 |
| 105 164/155 165   | 1964/1965        | 275 029/275 030 |
| 105 166/155 167   | 1966/1967        | 275 789/275 790 |
| 105 168/155 169   | 1968/1969        | 275 259/275 260 |
| 105 170/155 171   | 1970/1971        | 275 447/275 553 |
| 105 172/155 173   | 1972/1973        | 275 017/275 018 |
| 105 174/155 175   | 1974/1975        | 275 367/275 368 |
| 105 176/155 177   | 1976/1977        | 275 409/275 410 |
| 105 178/155 179   | 1978/1979        | 275 349/275 350 |
| 105 180/155 181   | 1980/1981        | 277 293/275 644 |

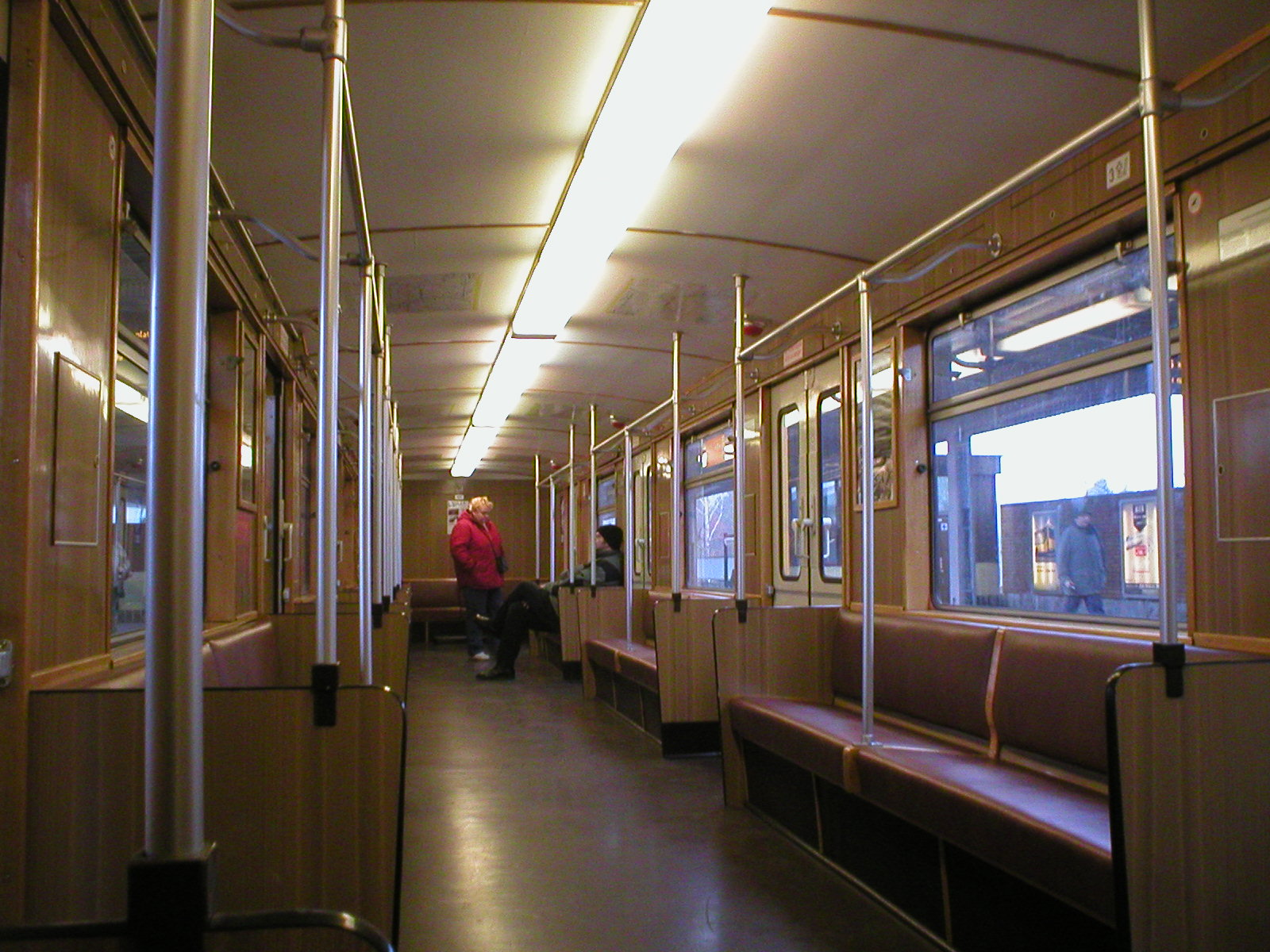
Innenraum eines EIII/5U-Beiwagens

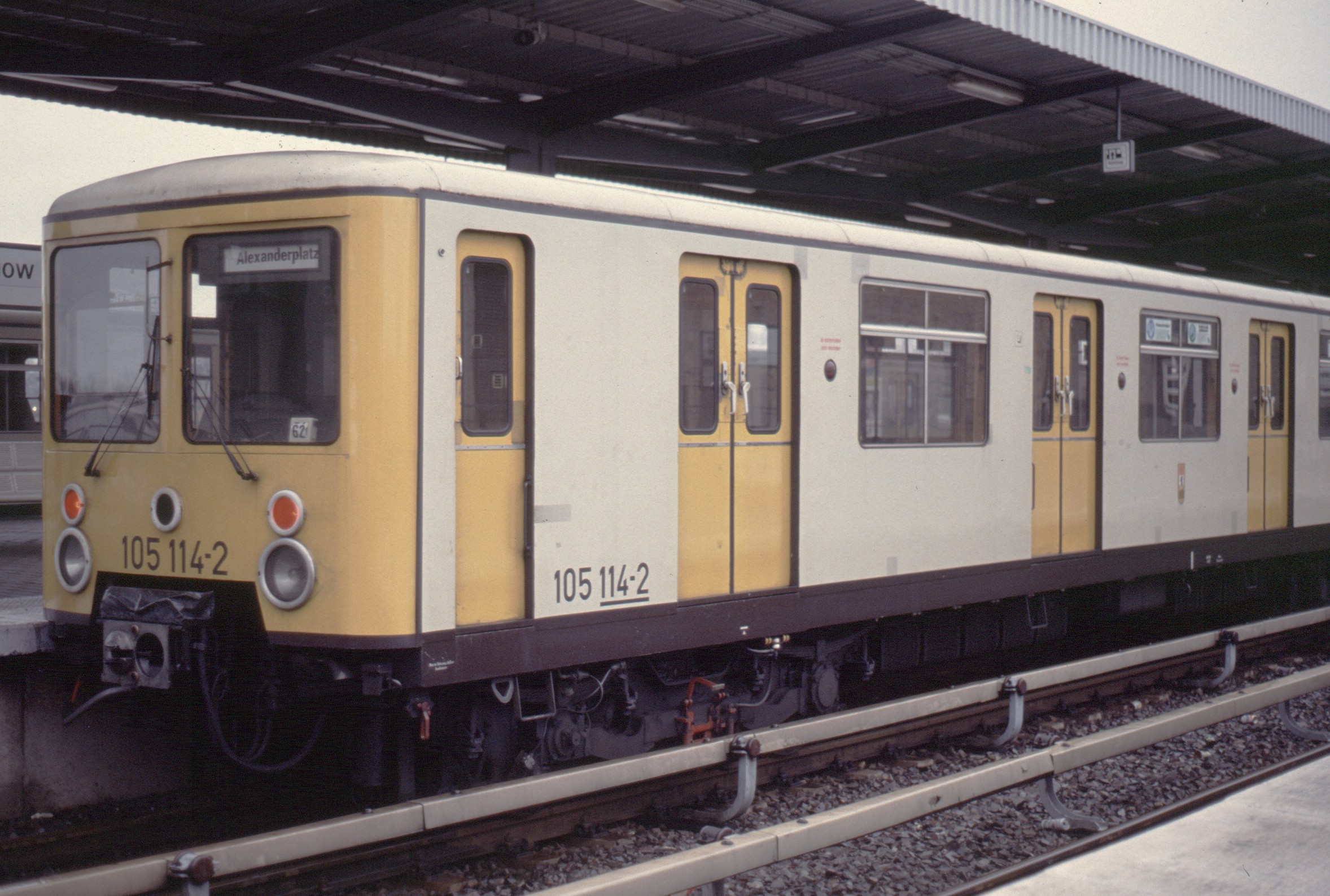
105 114 (wurde später zu EIII/5U 1914 modernisiert) in Hönow, 1991

1984 fiel der Beschluss zur Verlängerung der Linie E von Tierpark in das Neubaugebiet Hellersdorf. Für die rund zehn Kilometer lange Neubaustrecke war ein 2,25-Minuten-Takt bis Biesdorf-Süd, eine Station hinter Tierpark, sowie darüber hinaus ein 4,5-Minuten-Takt bis zum Endbahnhof in Hönow vorgesehen. Da ein Import von Fahrzeugen aus dem sozialistischen Ausland nicht realisierbar war, griff die BVB erneut auf die Reichsbahn zurück. Diese erklärte sich in einem Mitte 1986 unterzeichneten Abkommen bereit, 85 Viertelzüge kostenlos bereitzustellen. Dabei handelte es sich um sämtliche nicht modernisierte Fahrzeuge der Baureihe 275. Dies geschah im Hinblick auf einen Ersatz der Wagen durch die Baureihe 270. Bis zur Auslieferung der Wagen wurden zunächst jedoch bevorzugt Unfallwagen verwendet.
Die ersten drei Mustereinheiten unterschieden sich optisch nicht von den EIII/4, erhielten aber veränderte elektrische Komponenten. Die neuen Wagen verfügten über eine 110-Volt-Fahrsteuerung, eine statische Stromversorgung, Spurkranzschmierung, eine elektronische Fahrsperre mit Sifa, eine Funkanlage und eine veränderte Lautsprecheranlage im Fahrgastraum. Die veränderten Anlagen hatten eine neue Raumaufteilung im Untergestell und im Fahrgastraum zur Folge. Ebenso wurde die Pultschalttafel entsprechend vergrößert.
Nachdem die ersten drei Prototypen bis Mai 1986 zur U-Bahn überführt wurden, begann das Raw Schöneweide ab September 1986 mit der Auslieferung der Serienfahrzeuge. Gewonnene Fahrerkenntnisse und veränderte Zuliefererbedingungen hatten zur Folge, dass die Stirnfronten einen anderen Aufbau aufwiesen. Die Frontscheiben wurden leicht vergrößert und der Zugzielanzeiger in die Seitenfenster verlegt. Das bisher manuell bediente Zugzielband konnte elektronisch bedient werden. Ferner wurden die einteiligen Seitenscheiben durch zweiteilige ersetzt. Dieser Zustand wurde später rückgängig gemacht. Aus Sicherheitsgründen wurden die Decken aus Ekotalblech gefertigt, nachdem es im gleichen Jahr zu einem Brand im U-Bahnhof Klosterstraße gekommen war.
Bis Juni 1988 wurden zunächst 29 Einheiten ausgeliefert, bevor die Reichsbahn einen weiteren Umbau wegen Fahrzeugmangels zunächst untersagte. Nachdem die BVB zunächst 25 Doppeltriebwagen des Typs D der West-Berliner U-Bahn kaufte, kam es im August 1989 zu einer erneuten Vereinbarung mit der Reichsbahn zum Bau von sechs Einheiten des Typs EIII/5. Die letzten der bis September 1990 ausgelieferten Fahrzeuge wurden bereits in D-Mark bezahlt. Durch den Rückgang der Verkehrsleistungen nach der Wende sank der weitere Bedarf an Umbauwagen, so dass das Raw Schöneweide die notwendigen Anlagen noch im Herbst 1990 abbaute.
Die fünfte und letzte Lieferserie umfasste insgesamt 41 Einheiten. Als Spenderwagen wurden 40 Trieb- sowie 41 Bei- bzw. Steuerwagen der Baureihe 275 sowie ein nach einem Unfall ausgemusterter Triebwagen der Baureihe 277 herangezogen. Die Wagennummern liefen von 105 100/155 101 bis 105 180/155 181.

### Entwicklung nach der Wende

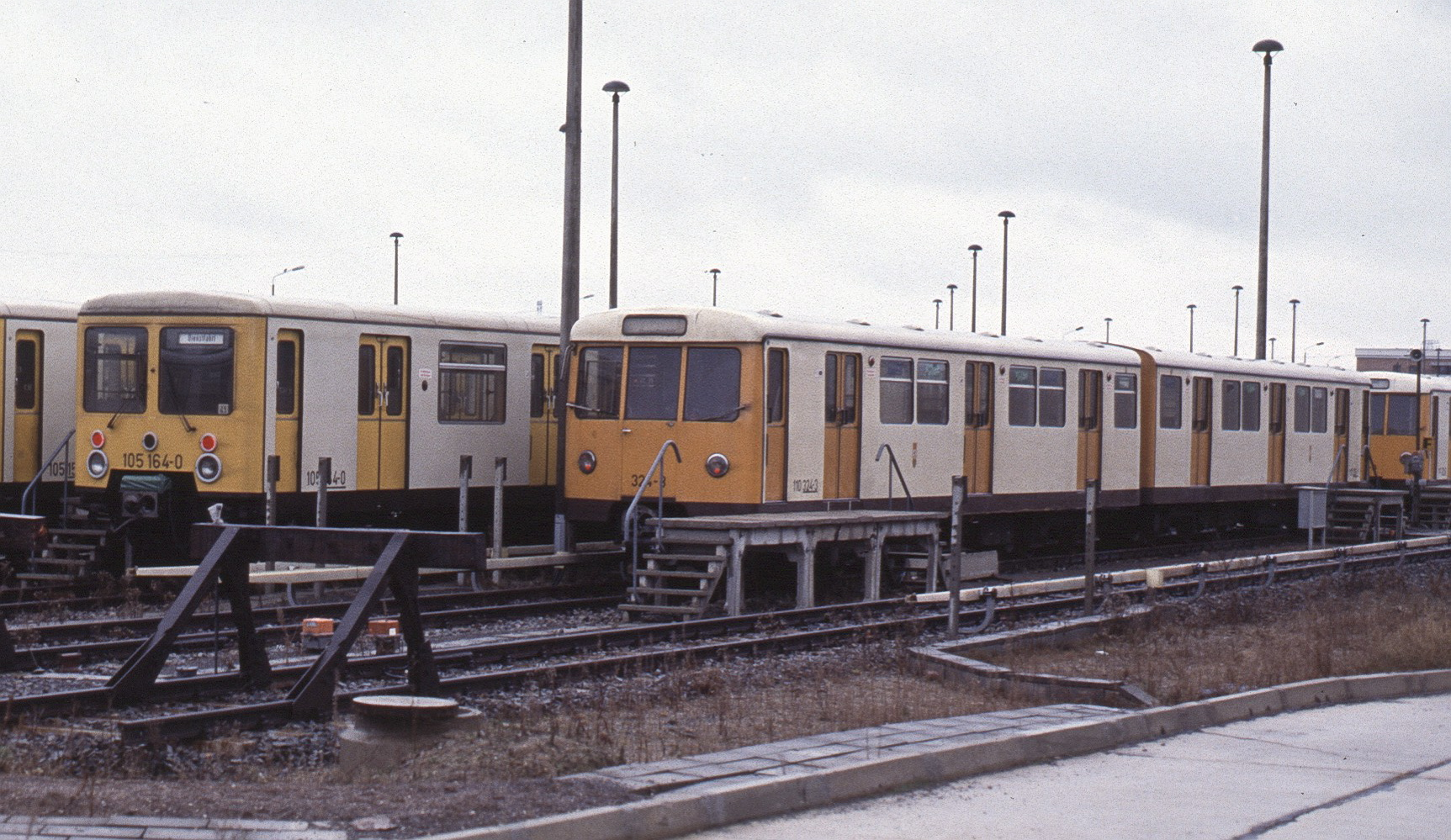
EIII/5 (105 164) und D (110 324) im Dezember 1991 in Hönow

Am 1. Januar 1992 erfolgte der Zusammenschluss der Verkehrsbetriebe in beiden Stadthälften zu den Berliner Verkehrsbetrieben. Für diese war ein wirtschaftlicher Betrieb mit den EIII-Wagen nicht durchführbar. Eine erste angestrebte Untersuchung der Wagen scheiterte auf der Überführungsfahrt im Waisentunnel, als einer der Hilfsgerätekästen im Unterbau gegen die Stromschiene kam. Eine Wartung der Fahrzeuge in der S-Bahn-Betriebswerkstatt Wannsee war zwischenzeitlich möglich, musste jedoch nach Übergabe der Betriebsrechte der West-Berliner S-Bahn an die Deutsche Bahn am 1. Januar 1994 eingestellt werden. Darüber hinaus verlangte das Raw Schöneweide nun für die anfälligen Untersuchungen eine entsprechende Bezahlung. Der Vorstand der BVG entschloss sich daher im März 1992 zu einer schrittweisen Ablösung der EIII-Wagen bis zur Jahrtausendwende bei gleichzeitigem Ersatz durch Fahrzeuge der Baureihe F.
Dadurch konnte eine Ausmusterung der EIII/4 ab 1994 angestrebt werden. Dies wäre zudem einer Modernisierung der Fahrzeuge nach Vorgaben der BOStrab zuvorgekommen. Entsprechend erhielten die Fahrzeuge seitdem keine Hauptuntersuchungen mehr, die letzte Einheit 1818/1819 (ex 101 018/151 019) verließ am 11. Januar 1993 das Raw in diesem Zustand. Kurze Zeit später war ein Verkauf dieser Wagen an die Metro Warschau geplant, dieser kam jedoch nicht zustande.
Die EIII/5 dagegen sollten noch einige Jahre weiterlaufen und die dafür notwendigen Umbaumaßnahmen erhalten. Die beiden Einheiten 1958/1959 und 1960/1961 wurden daraufhin im Raw Schöneweide modernisiert. Die Türen wurden fortan ab einer Geschwindigkeit von 10 km/h automatisch verriegelt und ständig mit Druckluft geschlossen gehalten. Die Notbremse löste in den ersten zehn Sekunden nach Fahrtbeginn eine Zwangsbremsung aus, andernfalls ertönte das akustische Warnsignal der Türen; der Fahrer hatte in diesem Fall das Fahrzeug bis zum nächsten Bahnhof zu führen, um einen gefährlichen Ausstieg im Tunnel zu vermeiden. Weiterhin wurde die Geschwindigkeit der Fahrzeuge ab einem Tempo von 63 km/h auf 58 km/h gedrosselt. Der Einbau einer magnetischen Fahrsperre wurde darüber hinaus vorbereitet. Die umgebauten Fahrzeuge erhielten danach die interne Bezeichnung EIII/5U. Da diese Wagen mit den übrigen EIII/5 nicht mehr kuppelbar waren, erhielten sie einen Aufkleber in der Frontscheibe als Hinweis auf die technischen Unterschiede.
Zunächst ließ die BVG drei Einheiten im Raw Schöneweide modernisieren. Nachdem dieses seine Kosten infolge von steigenden Lohn- und Materialkosten anhob, wurden letztendlich nur insgesamt neun Einheiten zu EIII/5U modernisiert. Es waren dies die Einheiten 1908/1909, 1914/1915, 1916/1917, 1920/1921 und 1958/1959 bis 1966/1967. Die hohen Betriebskosten der EIII als auch die gestiegenen Kosten für eine Modernisierung nach Gesichtspunkten der BOStrab veranlassten die BVG dazu, den Fahrzeugeinsatz der Züge auf ein Minimum zu reduzieren. Zunächst war eine Ausmusterung der EIII/4 bis 1995 vorgesehen, die EIII/5 und EIII/5U sollten bis zum Jahr 2000 folgen. Da die notwendigen Ersatzfahrzeuge des Typs F noch nicht bereitstanden, ging die BVG dazu über, die Anzahl der Standzüge je Linie zu reduzieren und die Fahrgeschwindigkeit der Linien U5 (ehemalige Linie E) und U8 zu erhöhen. Durch letztere Maßnahme konnten genügend DL-Züge von der U8 auf die U5 abgezogen werden, wodurch wiederum EIII eingespart werden konnten. Durch diese Maßnahmen wurden zunächst 33 Einheiten eingespart. Durch die Auslieferung neuer F-Züge an die anderen Linien konnten von diesen weitere DL-Wagen auf die U5 verlegt werden, was eine weitere Reduzierung des EIII-Bestandes zur Folge hatte. Die entsprechend schnelle Umsetzung hatte zur Folge, dass die BVG nun eine Ausmusterung sämtlicher Wagen bis Ende des Jahres 1994 anvisierte, was einer Kosteneinsparung von rund 40,7 Millionen D-Mark gegenüber einer Ausmusterung im Jahre 1999 gleichkam.
Nachdem eine ausreichende Anzahl von D- und DL-Zügen auf der U5 bereitstand, schieden die verbliebenen EIII aus dem Betriebsdienst aus. Am 9. Juli 1994 verkehrten die letzten EIII im regulären Verkehr. Eine offizielle Verabschiedung fand sieben Tage später am 16. Juli statt. An diesem Tag pendelten nochmals zwei Züge bestehend aus den Wagen 1830/1831+1810/1811+1842/1843 und 1916/1917+1914/1915+1908/1909 auf der Linie zwischen Alexanderplatz und Hönow.
Die Fahrzeuge wurden, bis auf die erhaltenen historischen Fahrzeuge, bis Dezember 1994 meist auf dem Schienenweg über die Übergabestelle Wuhletal nach Ferchland transportiert, wo sie bis 1995 zerlegt wurden.

## Erhaltene Fahrzeuge

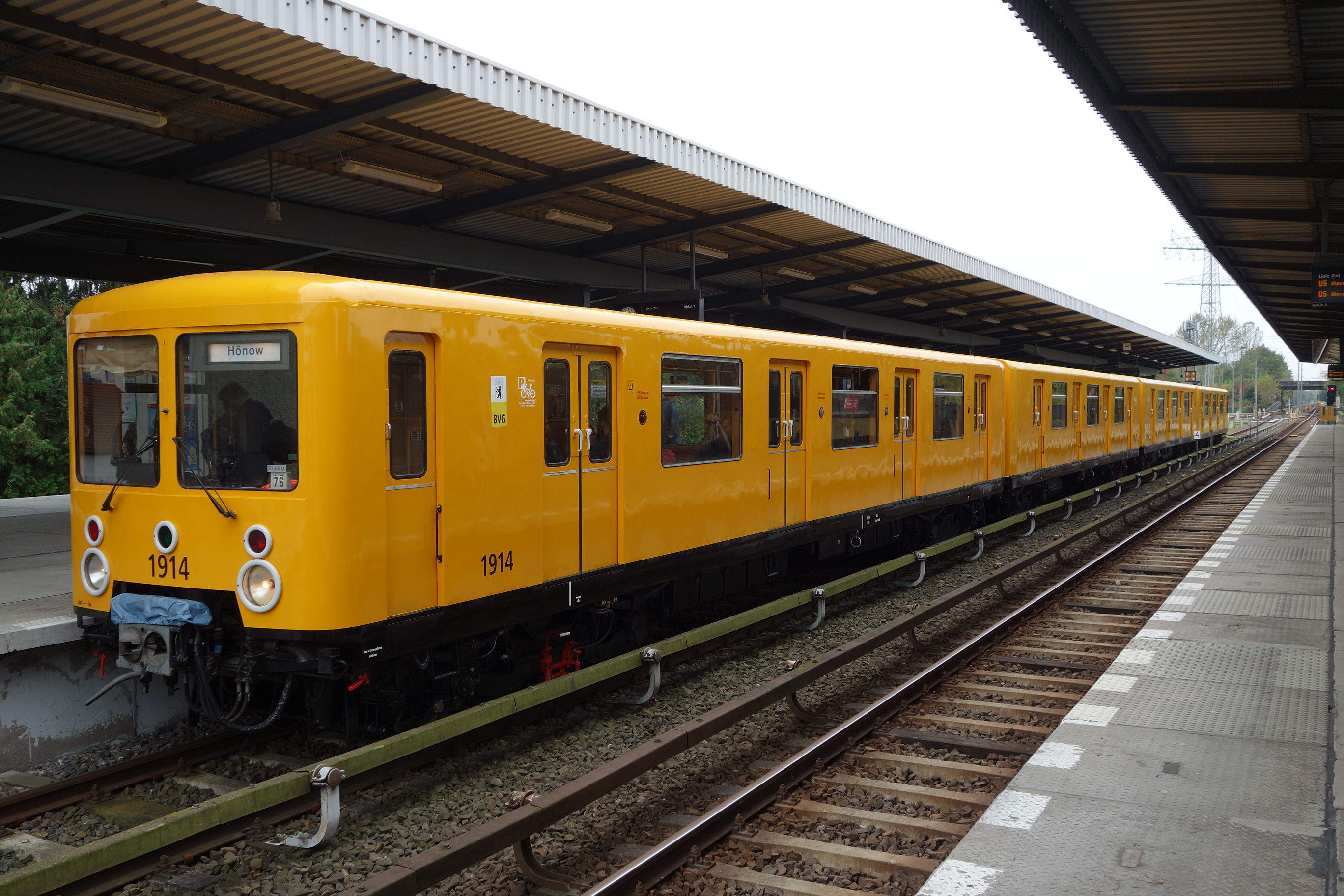
EIII-Zug im Bahnhof Biesdorf-Süd während des IGA-Einsatzes (2017)

Nach Ausscheiden der EIII aus dem Fahrgastbetrieb blieben zunächst fünf Einheiten erhalten.
1880/1881 war zunächst für das Technikmuseum in Berlin vorgesehen und diente zwischenzeitlich als Lagerwagen. Die Einheit wurde auf Grund des schlechten Zustandes allerdings im März 2007 nach Eberswalde gebracht und dort verschrottet.
1804/1805 sollte als eine der ersten drei ausgelieferten Einheiten von 1962 als historisches Fahrzeug im Zustand von 1979 erhalten bleiben. Zusammen mit 1816/1817, welche im letzten Betriebszustand erhalten bleiben sollten, war die Bildung eines Vier-Wagen-Zugs vorgesehen. Nach dem Ausscheiden von 1880/1881 wurde 1804/1805 zunächst für das Technikmuseum reserviert, allerdings nicht übergeben. Die Wagen 1816/1817 wurden im Februar 2014 verschrottet, 1804/1805 folgten im Dezember 2014.
Als derzeit einzige betriebsfähige Einheit wurde der Vier-Wagen-Zug bestehend aus den Einheiten 1914/1915+1916/1917 im letzten Betriebszustand hergerichtet. Die vier Wagen wurden seitdem auf diversen Sonderfahrten der U5 eingesetzt und verkehren im Rahmen dieser auch teilweise im regulären Fahrgastverkehr. U. a. waren sie an mehreren Samstagen im Sommer 2017 ab Biesdorf-Süd als Zubringer zur Internationalen Gartenausstellung im Einsatz. Durch einen Fristablauf fanden am 15. Dezember 2024 im Rahmen einer "Adventsfahrt" letztmalig Fahrten im Fahrgasteinsatz statt, es soll versucht werden, den Zug zumindest als Ausstellungsfahrzeug zu erhalten.

## Unfälle
Im Laufe der Jahre kam es bei den EIII immer wieder zu kleineren Unfällen und Schäden. Daneben gab es im Zeitraum von 1972 bis 1992 auch vier größere Unfälle, wobei jedoch in der Regel nur Sachschaden entstand.
Im März 1972 kam es zu einem Auffahrunfall im U-Bahnhof Lichtenberg, bei dem der Triebwagen 101 040 beschädigt wurde. Er wurde bis 1974 im Raw Schöneweide wieder hergerichtet.
Am 13. Januar 1980 entgleiste Triebwagen 101 034 in der Kehranlage am U-Bahnhof Alexanderplatz. Der Wagen wurde bis März 1980 im Raw Schöneweide wieder hergerichtet und entgleiste im Januar 1981 erneut an gleicher Stelle. Der Wiederaufbau fand bis Dezember 1982 im Rahmen einer vorgezogenen Hauptuntersuchung statt.
Am 21. Oktober 1992 kam es zwischen den U-Bahnhöfen Kaulsdorf-Nord und Wuhletal zu einem Auffahrunfall zwischen den DI-Wagen 110 317/318 und den EIII-Wagen 101 015/151 015. Da die Ausmusterung der EIII/4 zu diesem Zeitpunkt bereits beschlossen war, wurde das Fahrzeug nicht mehr aufgebaut.

## Lackierung
Die Fahrzeuge wurden zunächst im üblichen BVG-Schema lackiert. Dieses sah einen gelben Grundton vor. Dächer wurden in Grau, Drehgestelle, Unterbau sowie die Zierstreifen unterhalb der Fenster in Schwarz lackiert. Anfänglich verwendete die BVG noch Nitrolacke, die jedoch schnell nachdunkelten und so dem ganzen Fahrzeug ein eher schmutziges Aussehen gaben. Durch die Verwendung von PUR-Lacken ab Anfang der 1970er Jahre konnte das Aussehen etwas aufgefrischt werden, da die Lacke beständiger gegen Verschmutzungen waren.
Am 1. Juni 1983 traf die SED einen entsprechenden Beschluss, um die Erscheinungsform der Fahrzeuge des ÖPNV in Ost-Berlin stärker von denen im Westteil der Stadt zu unterscheiden. Bis dato verwendeten beide Betriebe ein einheitliches Farbschema, welches aus der Zeit vor der Teilung resultierte. Der vom VEB Designprojekt Studio Dresden vorgelegte Entwurf diente als Grundlage für die Neulackierung der Fahrzeuge. Für alle Wagen war ein elfenbeinfarbener Grundton an den Seitenwänden sowie auf den Dächern vorgesehen. Drehgestelle und Unterbau wurden weiterhin schwarz gehalten, ebenso wie die Rahmen der Türen als auch die Längsträgerverkleidungen. Als Farbe der Stirnfront sowie der Türen war Chromgelb vorgesehen. Nachdem zunächst zwei Einheiten der Baureihe GI als Muster lackiert wurden, erfolgte ab 1984 die Neulackierung der EIII-Wagen. Anfang September 1984 wurde die Einheit 101 002/151 003 als erste in dem neuen Farbschema vorgestellt. Ursprünglich waren die Umlackierungen nur bei Zwischen- oder Hauptuntersuchungen vorgesehen. Da jedoch die 750-Jahr-Feier Berlins 1987 bevorstand, ging die BVB dazu über, die Fahrzeuge auch bei Zwischenaufarbeitungen neu zu lackieren. So erhielt der gesamte Fuhrpark der BVB, einschließlich der Kleinprofilfahrzeuge der Baureihen AI und AII sowie GI ein einheitliches Erscheinungsbild.
Nach der Wiedervereinigung der beiden Verkehrsbetriebe plante die BVG zunächst die optische Anpassung der EIII-Wagen an das sonst verwendete Orangegelb der West-Berliner U-Bahnen. Die Einheiten 1804/1805, 1810/1811, 1814/1815, 1818/1819, 1830/1831, 1842/1843, 1844/1845, 1876/1877 und 1894/1895 sowie die Einheiten 1900/1901 bis 1916/1917 erhielten zwischen dem 31. Januar 1992 und dem 2. Juli eine Neulackierung im Rahmen ihrer Haupt- beziehungsweise Zwischenuntersuchung in Postgelb. Neben diesen 18 Einheiten behielten die anderen Wagen ihre elfenbein-gelbe Lackierung.

## Nummerierung
Die Wagen wurden zunächst in das BVG-Nummernschema aus den 1950er Jahren einsortiert, was bis 1970 von beiden Stadthälften gleichermaßen angewandt wurde. Für die Großprofilbaureihen der U-Bahn sah dieses vierstelle Ziffern vor, wobei gerade Nummern für Triebwagen, ungerade für Beiwagen vorgesehen waren. Für die E-Wagen waren die Nummern ab 1400 vorgesehen. Die Nummern 1400 und 1402 gingen an die beiden Prototypen von 1957. Für die EIII-Wagen ging die Nummerierung ab 1410/1411 los.
Ab 1970 stellte die BVB, wie die BVG-Ost ab 1969 firmierte, ihr Nummernschema auf ein EDV-gerechtes System um, welches sich am Baureihenschema der DR orientierte. Das Schema war folgendermaßen aufgebaut:
- 1. Ziffer: Betriebsmittel, 1 = U-Bahn
- 2. Ziffer: 0 = Triebwagen, 5 = Beiwagen
- 3. Ziffer: 1 = Wagen 1. Lieferung etc.
- 4.–6. Ziffer: Zählnummer, Triebwagen erhalten gerade, Beiwagen ungerade Nummern
- 7. Ziffer: Prüfziffer

Die Zählung begann ab der Wagennummer 002, die erste Einheit 1410/1411 wurde dementsprechend in 101 002-1/151 003-1 umnummeriert. Die beiden Prototypen waren von dieser Umstellung nicht betroffen, da sie zu diesem Zeitpunkt zwar noch vorhanden, aber bereits ausgemustert waren. Zwischen den einzelnen Lieferserien bestanden unterschiedlich große Lücken in der Wagennummerierung. Dennoch wurden die Wagen einheitlich durchnummeriert, es wurde also für die Wagen der 4. Lieferung etwa nicht bei 104 002 angefangen, sondern bei 104 090 fortgesetzt. Nach der Wiedervereinigung beider Verwaltungen der Berliner Verkehrsbetriebe erhielten alle bis auf zwei Einheiten im Zeitraum von Juli 1992 bis Frühjahr 1993 eine neue Nummerierung im Zahlenbereich 1800 und 1900. Die letzten beiden Ziffern der Zählnummer wurden dabei der Einfachheit halber übernommen. Wagen 101 002 erhielt dementsprechend die Nummer 1802.